# Grande Dent de Morcles
Grande Dent de Morcles är en bergstopp i Schweiz. Den ligger i distriktet Aigle och kantonen Vaud, i den sydvästra delen av landet, 90 km söder om huvudstaden Bern. Toppen på Grande Dent de Morcles är 2 968 meter över havet.